# Lista över svenska malmgruvor i drift

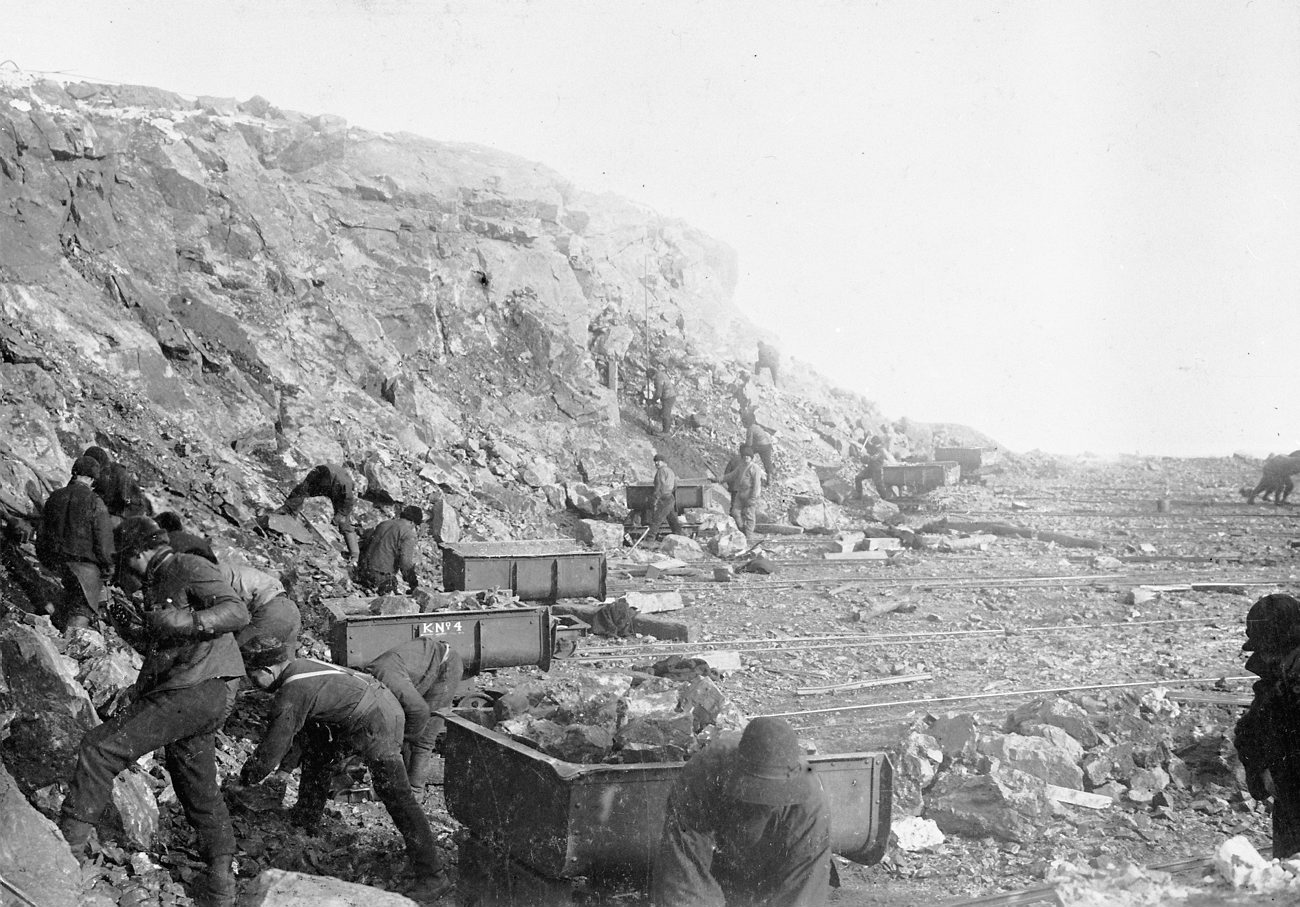
Malmbrytning i dagbrott i Kiruna i början av 1900-talet. Foto: Oscar Halldin

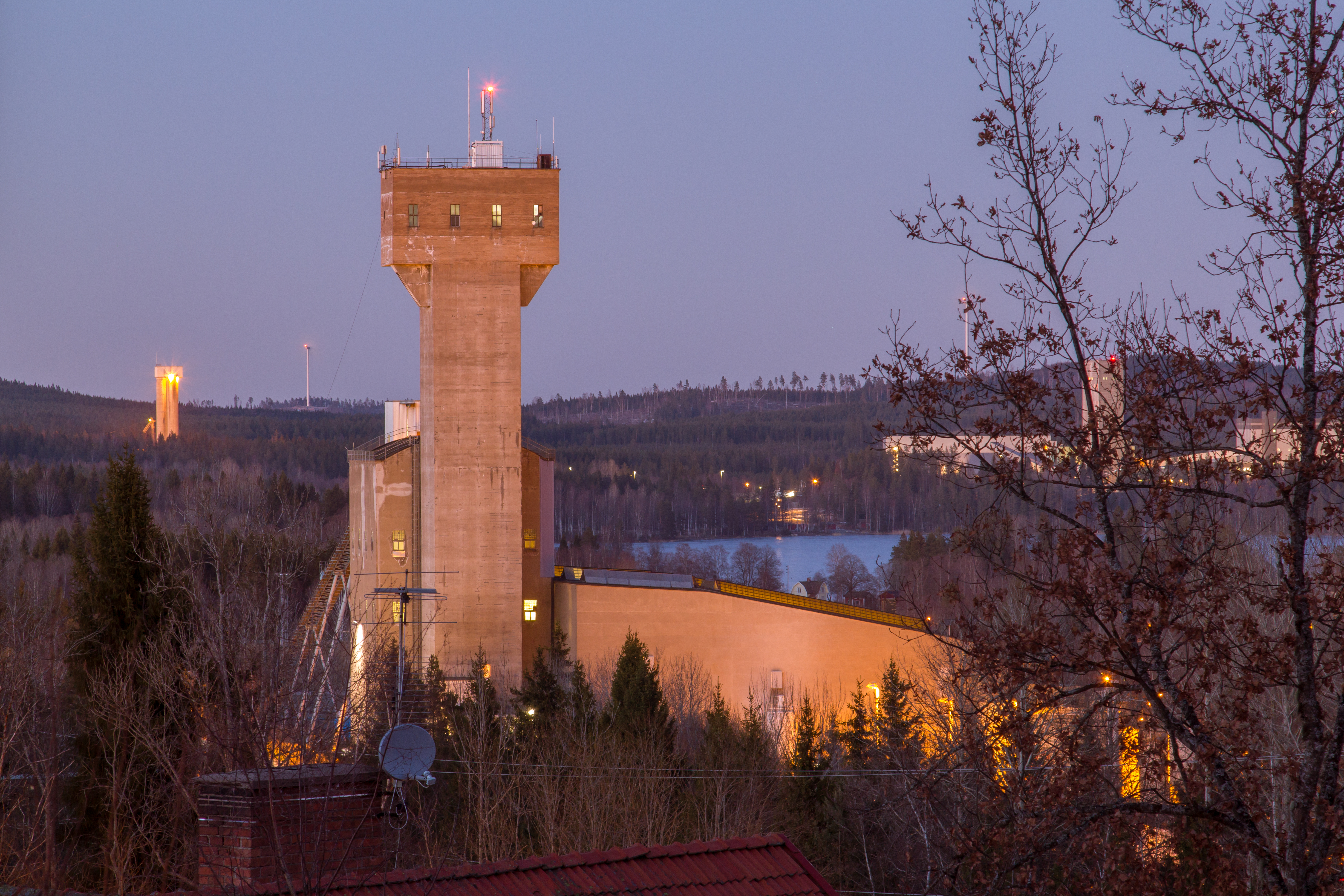
Garpenbergs gruva med den numera rivna Södra laven i förgrunden. I bakgrunden till vänster syns Norra laven. Garpenbergsgruvan är den äldsta gruvan i Sverige och har varit i mer eller mindre kontinuerlig drift sedan 1200-talet.

Lista över svenska malmgruvor i drift förtecknar malmgruvor i aktiv drift per juni 2025. I Sverige fanns då 13 aktiva malmgruvor, varav de nyaste var guldgruvan  Fäbodtjärn i Skelleftefältet i Västerbotten, som togs i drift  2024. Från den brutna malmen utvinns främst metallerna järn, koppar, zink, bly, guld och silver.
I början av 1900-talet hade Sverige omkring 250 gruvor.
| Namn                | Företag            | Typ av mineralisering | Etablering               | Utvunna metaller                | Malmregion      | Plats                             | Koordinater                                             |
| ------------------- | ------------------ | --------------------- | ------------------------ | ------------------------------- | --------------- | --------------------------------- | ------------------------------------------------------- |
| Kirunagruvan        | LKAB               | Järnoxid              | 1860-talet               | Järn                            | Norrbotten      | Kirunavaara, Kiruna               | 67°50′19″N 20°10′30″Ö / 67.83861°N 20.17500°Ö           |
| Leveäniemi          | LKAB               | Järnoxid              | 1964-1983 återstart 2012 | Järn                            | Norrbotten      | Svappavaara                       | 67°38′19″N 21°48′05″Ö / 67.63861°N 21.80139°Ö           |
| Malmberget          | LKAB               | Järnoxid              | 1820-talet               | järn                            | Norrbotten      | Malmberget                        | 67°11′53″N 20°41′56″Ö / 67.19806°N 20.69889°Ö           |
| Kaunisvaaragruvan   | Kaunis Iron        | Järnoxid              | 2012-2014 återstart 2018 | järn                            | Norrbotten      | Kaunisvaara, Pajala               | 67°23′52″N 23°22′03″Ö / 67.397791°N 23.367405°Ö         |
| Aitikgruvan         | Boliden AB         | Sulfid, ädelmetall    | 1968                     | guld, koppar, silver            | Norrbotten      | Gällivare                         | 67°04′N 20°57′Ö / 67.067°N 20.950°Ö                     |
| Kristinebergsgruvan | Boliden AB         | Sulfid                | 1940                     | bly, guld, koppar, silver, zink | Skelleftefältet | Kristineberg                      | 65°03′52″N 18°33′48″Ö / 65.06444°N 18.56333°Ö           |
| Renströmsgruvan     | Boliden AB         | Sulfid                | 1948                     | bly, guld, koppar, silver, zink | Skelleftefältet | Renström                          | 64°55′26″N 20°05′35″Ö / 64.923781°N 20.093041°Ö         |
| Kankbergsgruvan     | Boliden AB         | Ädelmetall            | 2012                     | bly, guld, koppar, silver, zink | Skelleftefältet | Jörns distrikt, Skellefteå kommun | 64°55′22″N 20°16′10″Ö / 64.92278°N 20.26944°Ö           |
| Björkdalsgruvan     | Mandalay Resources | Ädelmetall            | 1989                     | guld, koppar, silver            | Skelleftefältet | Sandfors                          | 64°56′0″N 20°35′41″Ö / 64.93333°N 20.59472°Ö            |
| Fäbodtjärnsgruvan   | Botnia Exploration | Ädelmetall            | 2024                     | guld, silver                    | Skelleftefältet | Lycksele kommun                   | 65°05′43″N 18°15′17″Ö / 65.09528°N 18.25472°Ö           |
| Garpenbergs gruva   | Boliden AB         | Sulfid                | 1200-talet               | bly, guld, koppar, silver, zink | Bergslagen      | Garpenberg                        | 60°13′45″N 16°10′08.96″Ö / 60.22917°N 16.1691556°Ö      |
| Lovisagruvan        | Lovisagruvan AB    | Sulfid                | 1993 återstart 2004      | bly, silver, zink               | Bergslagen      | Stråssa                           | 59°43′19.14″N 16°10′08.96″Ö / 59.7219833°N 16.1691556°Ö |
| Zinkgruvan          | Boliden AB         | Sulfid                | 1700-talet               | bly, koppar, silver, zink       | Bergslagen      | Zinkgruvan                        | 58°48′55″N 15°06′16″Ö / 58.81528°N 15.10444°Ö           |